# Журавка (Богучарський район)
Журавка (рос. Журавка) — село у Росії, Богучарському районі Воронізької області. Входить до складу Подколодновського сільського поселення.
Населення становить 552 особи (251 чоловічої статі й 301 — жіночої) за переписом 2010 року (2005 року — 649 осіб, 270 дворів).

## Історія
За даними 1859 року у казенній слободі Богучарського повіту Воронізької губернії мешкало 2696 осіб (1331 чоловічої статі та 1365 — жіночої), налічувалось 213 дворових господарств, існувала православна церква.
Станом на 1886 рік у колишній державній слободі Бичковської волості мешкало 3247 осіб, налічувалось 537 дворових господарств, існували православна церква, школа, 4 лавки.
За переписом 1897 року кількість мешканців зросла до 4336 осіб (2106 чоловічої статі та 2230 — жіночої), з яких всі — православної віри.
За даними 1900 року у селі мешкало 3761 особа (1876 чоловічої статі та 1885 — жіночої) переважно українського населення, налічувалось 634 дворових господарств.

## Населення
| 2000 | 2005 | 2010 |
| ---- | ---- | ---- |
| 685  | ↘588 | ↘552 |